# ساژم
ساژم (به فرانسوی: Société d’Applications Générales de l’Electricité et de la Mécanique) به معنی شرکت ابزارهای عمومی و الکترونیک و ماشین، نام شرکتی در فرانسه ‌است. این شرکت تولیدکننده سامانه‌های ارتباطی دفاعی و سامانه‌های الکترونیکی است. مقر این شرکت در شهر پاریس قرار دارد.
این شرکت در سال 2005 تمامی فعالیت‌های خود را متوقف نمود.